# Chapelle Sainte-Agnès de Saint-Paulet-de-Caisson
Pour les articles homonymes, voir Église Sainte-Agnès.
La chapelle Sainte-Agnès de Saint-Paulet-de-Caisson est une chapelle romane située à Saint-Paulet-de-Caisson dans le département français du Gard en région Occitanie.

## Localisation
La chapelle se dresse, isolée au milieu des vignes et des oliviers, à 1 km au nord-ouest du village de  Saint-Paulet-de-Caisson.

## Historique
La chapelle Sainte-Agnès fut construite en style roman au XIIe siècle, probablement sur un lieu de culte préchrétien.
Saint-Paulet-de-Caisson est mentionné sous les noms de Sanctus-Paulus de Caysson en 1209, Sanctus-Paulus de Cayssono en 1384 et Locus Sancti-Pauleti de Cayssano en 1461.
Le prieuré est mentionné en 1470 sous le nom de Prioratus Sancti-Pauleti.

## Statut patrimonial
Propriété de la commune, la chapelle fait l'objet d'une inscription au titre des monuments historiques depuis le 3 mai 1974.
Elle a été restaurée de 1976 à 1984 par une association de sauvegarde.

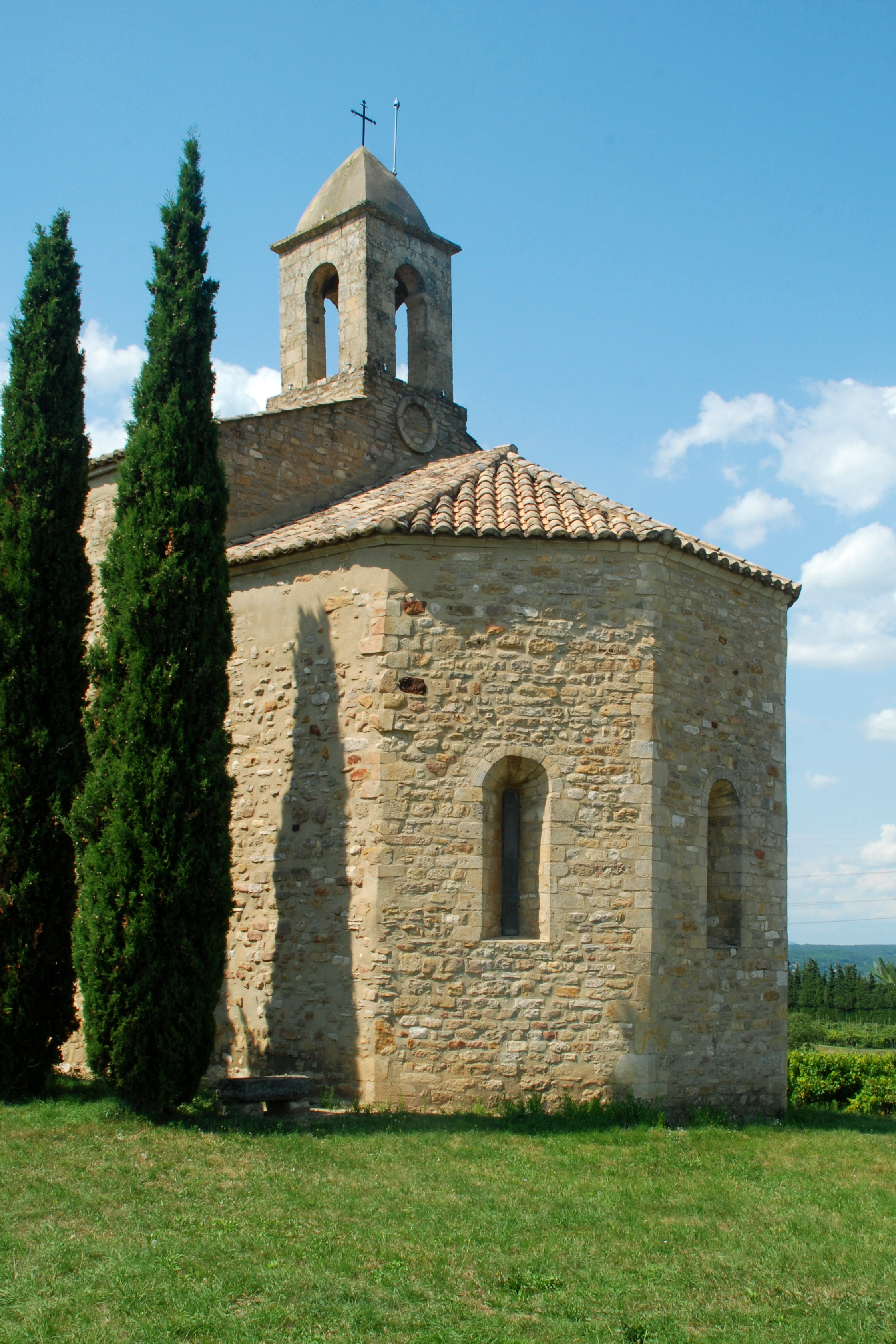
Le chevet pentagonal.

## Architecture
La chapelle est constituée d'un édifice rectangulaire primitif, auquel un chevet pentagonal a été ajouté au XIIe siècle.
Ce chevet pentagonal, édifié en pierre de taille assemblée en petit appareil et recouvert de tuiles, est percé de trois fenêtres absidiales.
Il est dominé par la silhouette d'un clocheton carré à quatre baies campanaires, de style tardif, surmonté d'une flèche.
La façade occidentale, très dépouillée, est percée d'une porte cintrée, surmontée d'une baie cintrée à simple ébrasement. 
Les façades septentrionale et méridionale présentent chacune une petite porte cintrée murée.